# Orosházi tanyák
Orosházi tanyák (węg. Orosházi tanyák megállóhely) – przystanek kolejowy w miejscowości Orosháza, w komitacie Békés, na Węgrzech. 
Znajduje się na linii 135 Szeged – Békéscsaba. Obsługuje wyłącznie pociągi regionalne. 

## Linie kolejowe
- Linia 135 Szeged – Békéscsaba